# Dalbergia jaherii
Dalbergia jaherii är en ärtväxtart som beskrevs av William Burck. Dalbergia jaherii ingår i släktet Dalbergia, och familjen ärtväxter. Inga underarter finns listade i Catalogue of Life.